# Calandria (máquina)

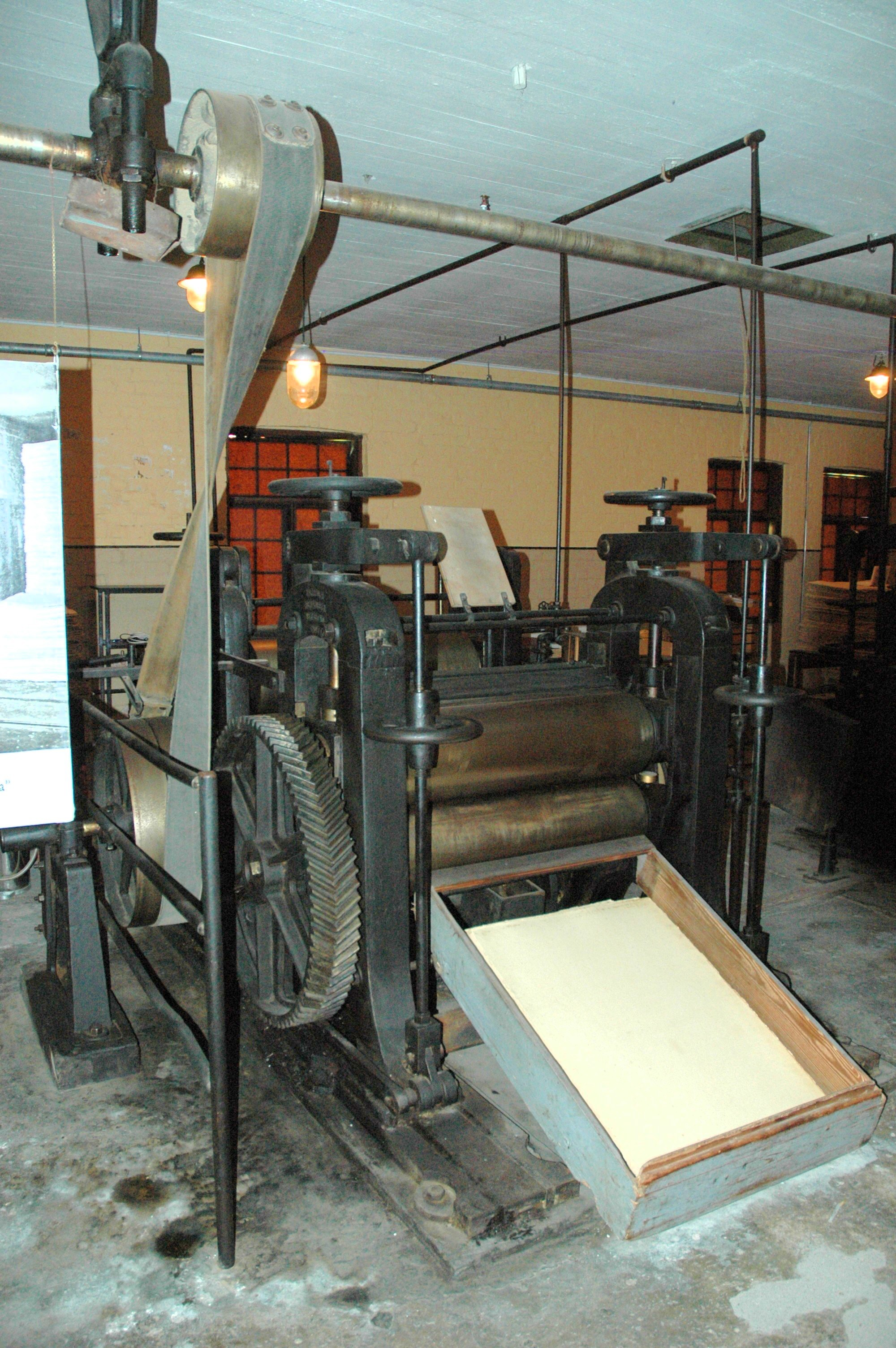
Calandria de lustrar, máquina de calandrado.

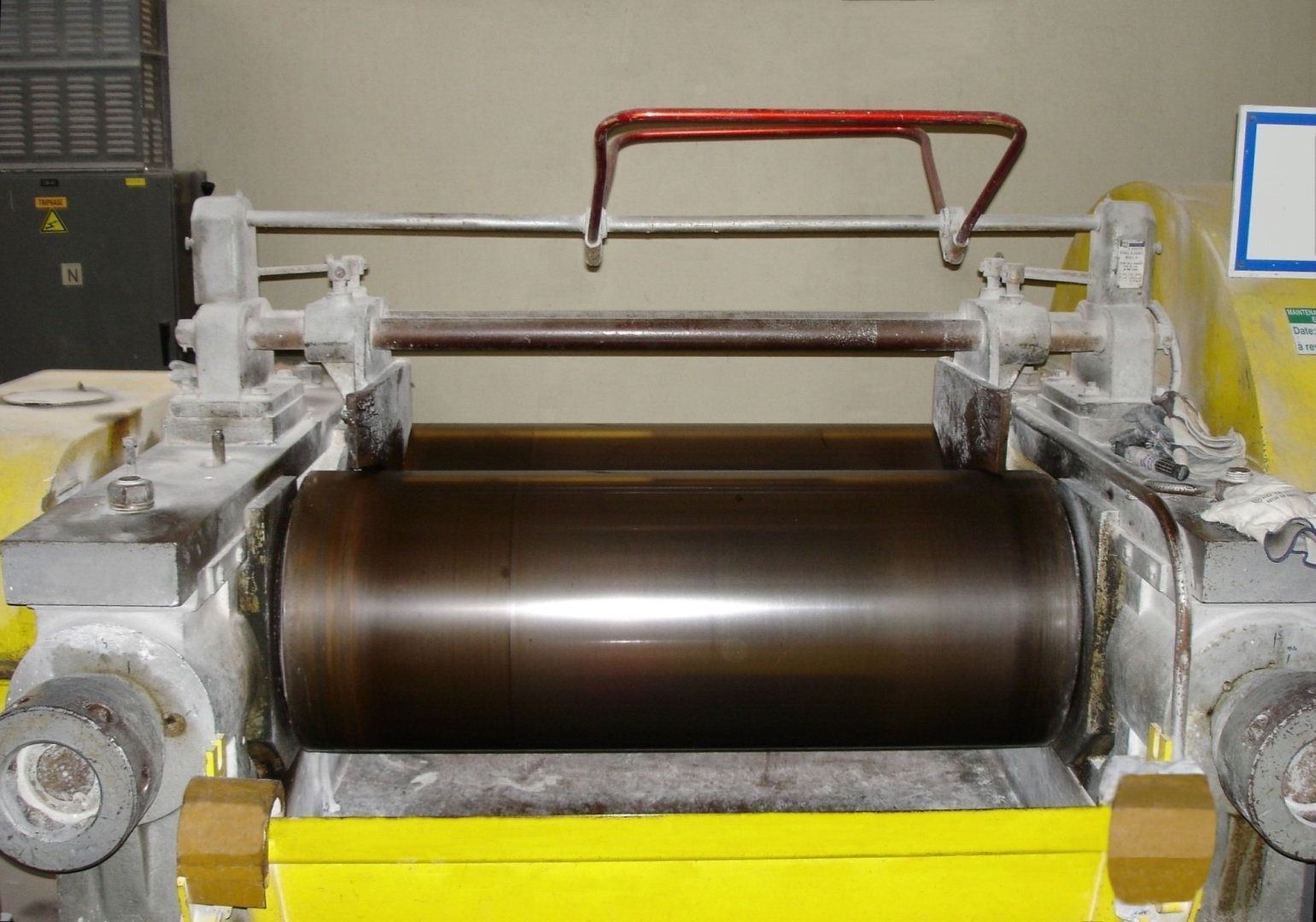
Máquina de calandrado.

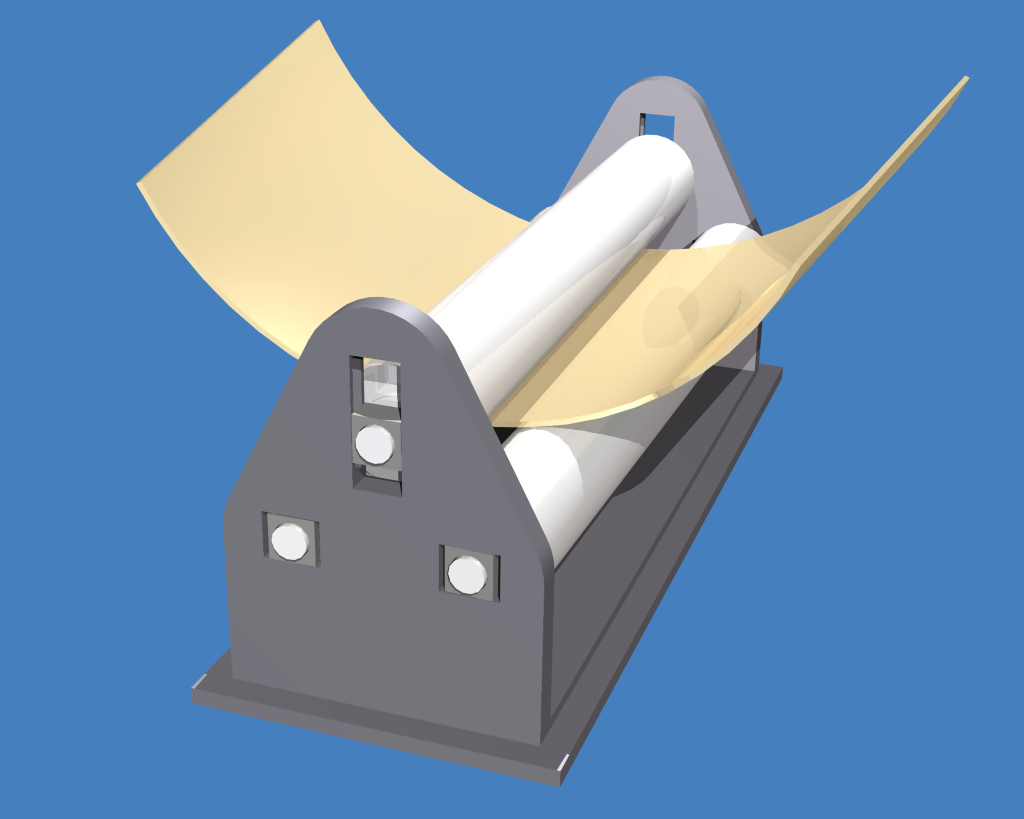
La lámina de papel, pasa a través de los rollos de la calandria.

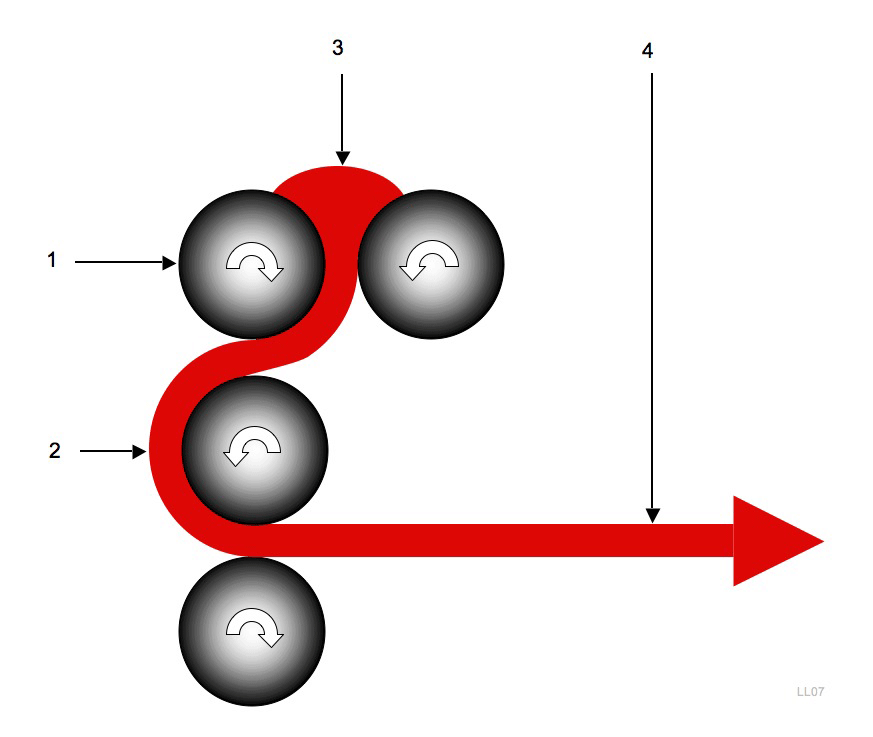
Proceso de calandrado.

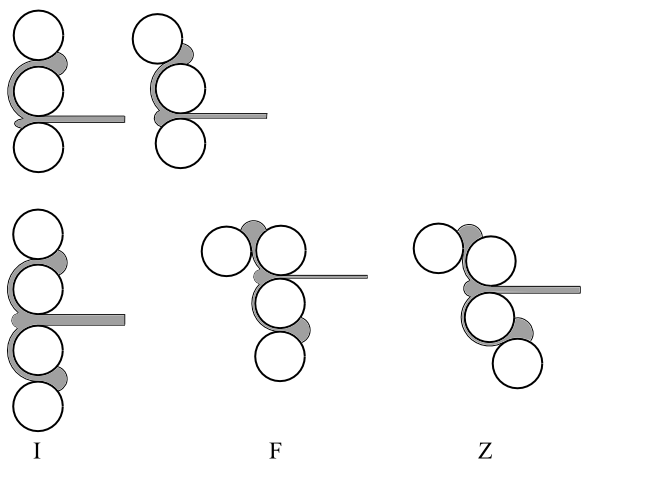
Tres distintos procedimientos de calandrado.

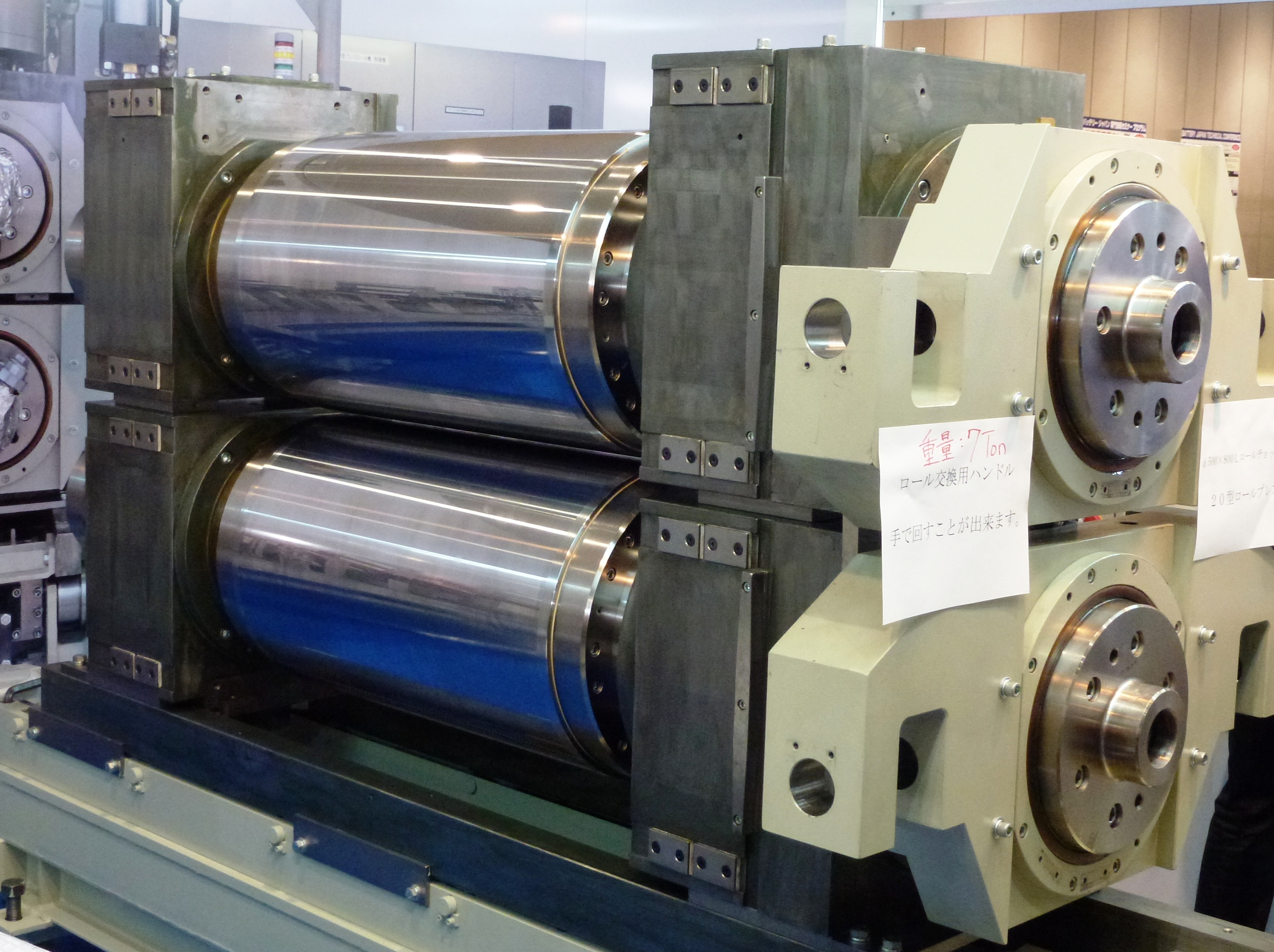
Calender machine for electrode pressing in Lithium-ion battery manufacturing

Se denomina calandria a una máquina que se emplea en los telares o fábricas de tejidos para sacar a estos el brillo, principalmente cuando se trata de telas de algodón. 
La calandria se emplea para dar la última presión a los tejidos antes de ponerlos a la venta como para hacer su superficie tersa, unida y consistente. Así se requiere para los tejidos que han de ser sometidos a la impresión, variando el grado de presión y consistencia que haya de darse con el objeto que se propone el tejedor.

## Características
La calandra se compone de dos o más laminadores que se tocan y cuya presión se gradúa por contrapesos siendo varios los cilindros. La tela pasa por entre los dos primeros cilindros superiores, después entre el segundo y tercero y así sucesivamente. Lo ordinario es que la máquina tenga cinco cilindros y se prensan a la vez dos piezas de tela, pasando cada unas dos veces por este laminador. De los cilindros, uno por lo menos ha de ser de metal y este, perfectamente alisado y bruñido en su superficie, es hueco y se calienta por lo general por una corriente de vapor que circula entre el cilindro y otro interior que le es concéntrico.
Cuando por un sistema de engranajes se dan velocidades diferentes a los cilindros, aumenta considerablemente el lustre que toma la tela, llamándose a las calandrias que obran de esta manera calandrias de lustrar.
Si inmediatamente antes de pasar la tela por la calandria se la rocía ligeramente con agua, adquiere un viso especial cuya belleza aumenta si durante el cilindrado se da a la tela un ligero movimiento de vaivén en el sentido de su anchura, cuyo movimiento puede conseguirse con un mecanismo especial.

## Calandra
El calandrado es un proceso de conformado que consiste en hacer pasar un material sólido a presión entre rodillos de metal generalmente calientes que giran en sentidos opuestos y se cortan con una cuchilla para obtener el tamaño deseado. La finalidad puede ser obtener láminas de espesor controlado o bien modificar el aspecto superficial de la lámina.
Este proceso se aplica a una gran variedad de materiales, incluyendo metales, fibras textiles, papel y polímeros.

### Calandrado de termoplásticos
Consiste en pasar el plástico en estado viscoelástico (Tg< T <Tm) por una serie de rodillos para producir una lámina u hoja continua. Alguno de los rodillos puede estar grabado para dar una textura a la hoja resultante. El espesor de la lámina está dado por la distancia existente entre dos rodillos. Con este proceso se producen láminas que se utilizan como materia prima para otros procesos secundarios, pero también productos como cortinas de baño, alfombras e impermeables.